# Baiersdorf
Baiersdorf là một thị trấn thuộc quận Erlangen-Höchstadt, trong bang Bayern, nước Đức. Đô thị Baiersdorf có diện tích 11,79 km², dân số thời điểm 31 tháng 12 năm 2006 là 7106 người.
Baiersdorf tọa lạc gần sông Regnitz, đô thị này có cự ly khoảng 8 km về phía bắc Erlangen và 8 km về phía nam Forchheim.
Baiersdorf có 4 khu vực dân cư
- Baiersdorf
- Hagenau
- Igelsdorf
- Wellerstadt